# Liste der Kulturdenkmäler in Allendorf (Rhein-Lahn-Kreis)
In der Liste der Kulturdenkmäler in Allendorf sind alle Kulturdenkmäler der rheinland-pfälzischen Ortsgemeinde Allendorf aufgeführt. Grundlage ist die Denkmalliste des Landes Rheinland-Pfalz (Stand: 8. Dezember 2023).

## Einzeldenkmäler
| Bezeichnung | Lage                         | Baujahr                  | Beschreibung                                                                                 | Bild            |
| ----------- | ---------------------------- | ------------------------ | -------------------------------------------------------------------------------------------- | --------------- |
| Wohnhaus    | Feldstraße 4 Lage            | 17. oder 18. Jahrhundert | Fachwerkhaus einer Hofanlage, verputzt und verkleidet, wohl aus dem 17. oder 18. Jahrhundert | BW              |
| Brunnen     | Hauptstraße, bei Nr. 44 Lage | 1858                     | gusseiserner Pumpbrunnen, angeblich von 1858                                                 | Fotos hochladen |